# أبحاث هيئة المحلفين
أبحاث هيئة المحلفين أو المحلفين هو مصطلح شامل يتمثل في استخدام مناهج البحث في محاولة لفهم تجربة المحلفين داخل قاعة المحكمة وكيف يقرر المحلفون سواء بشكل فردي أو جماعي ما إذا كان المتهم «مذنبًا» أو غير ذلك.

## لمحة تاريخية موجزة
تاريخيًا، لعبت هيئات المحلفين دورًا هامًا في تحديد القضايا التي لا يمكن إدارتها من خلال «التفاعلات الاجتماعية العامة» أو تلك التي تتطلب إجراءات عقابية، القصاص و/أو التعويض. ومع ذلك، تغير المحلفون وهيئات المحلفين بمرور القرون ويتم تشكيلها عادةً من قِبل القوى الاجتماعية والثقافية في المجتمعات الأوسع التي تطورت فيها. وعلى الرغم من أن دور هيئات المحلفين وأعضائها يتميز بتاريخ حافل بالإيجابيات والسلبيات، أصبحت «هيئة المحلفين بشكل أو بآخر، طريقة رسمية لإثبات ما إذا كان الشخص الخاضع للمحاكمة مذنبًا أو [غير ذلك]», وتظل هيئات المحلفين أحد «الأركان الأساسية» لنظام العدالة الجنائية في العديد من البلدان.
وفي نفس الوقت، هناك العديد من النقاشات التي تناولت الحديث عن مدى فعالية نظام هيئة المحلفين وقدرة أعضاء هيئة المحلفين على تحديد ما إذا كان المتهم مذنبًا أو غير ذلك بشكل مناسب. ويشير البعض إلى أن الأفراد العاديين غير قادرين على استيعاب أدلة الطب الشرعي التي غالبًا ما تكون معقدة والواردة في إطار المحاكمة، ويشير آخرون إلى أن أي سوء فهم في استيعاب الأدلة ما هو إلى عيب في الاستجواب الحضوري القانوني والتلخيص. ويلاحظ العديد أنه قلما يتم اعتبار المحلف والمتهم «أقرانًا»، الأمر الذي يعتبر من الناحية التاريخية قاعدة أساسية من قواعد تكوين هيئة المحلفين. في حين يعتبر الآخرون نظام هيئة المحلفين معيبًا بطبيعته نتيجة البعد البشري لأعضاء هيئة المحلفين. ودليلهم في ذلك الاستشهاد بالأحداث التي أصبحت فيها السلطة القضائية على بينة بافتراضات المحلفين الواردة في إطار غياب الأدلة الداعمة، والأثر غير المعلوم على المحلفين ذوي القوالب النمطية، والثقافة والجنس والعمر والتعليم وما إلى ذلك، والتي يمكن أن تؤثر بل وتؤثر بالفعل على قدرتها في اتخاذ قرار بعيدًا عن موقف موضوعي. وتتأسس تلك الحجج والمناقشات في الممارسات القانونية والنفسية التي يقوم بها علماء الاجتماع والممارسون القانونيون. (Eds.)
مع ذلك، يتميز أعضاء هيئة المحلفين بوجهات نظر شخصية ومختلفة للغاية. ويعد الدور الذي لعبه أحد أعضاء هيئة المحلفين دورًا استثنائيًا مميزًا لـ «التجارب/الأنشطة اليومية العادية» في إطار اشتماله على أقل قدر من التشابه. في واقع الأمر، لقد اُنتزع المحلفون من حياتهم الشخصية، في كثير من الأحيان لفترات زمنية طويلة، وأودعوا في بيئة لا يعرفون عنها سوى القليل من المعلومات بشكل عام ولا يمتلكون القدرة الكافية للتفاوض في إطارها، فضلًا عن اللغة والسلوكيات الغريبة عنهم، وفي نفس الوقت يتوقع منهم استيعاب بيئاتهم الداخلية والخارجية. وكنتيجة للتجربة التي خاضها هؤلاء الأفراد باعتبارهم هيئة محلفين، أعلن العديد منهم من أستراليا ونيوزيلندا عن شعورهم بالتوتر والقلق والإحباط، وطغت عليهم كذلك مجموعة متنوعة من المشاعر والإدراكات والسلوكيات الأخرى بدرجات متفاوتة والتي فاجأتهم أثناء خوضهم التجربة،
بالنسبة للعوامل المذكورة أعلاه، فهي ليست سوى أمثلة قليلة من المتغيرات المتعددة والمتنوعة التي يمكن فرضها على أعضاء هيئة المحلفين عند تواجدهم في قاعة المحكمة و/أو غرفة هيئة المحلفين. إن مثل هذه التجربة المعقدة والفريدة من نوعها ليست سوى عملية مداولة تتم بين هيئة المحلفين قد تصبح نتائجها هائلة وربما مهلكة. ومن ثم، فإن التركيز على أبحاث هيئة المحلفين من قِبل المتخصصين القانونيين وعلماء الاجتماع، في الحمسين سنة الماضية أو نحو ذلك تقريبًا مجال بحث مزدهرًا.

## أساليب البحث
كما يتضح مما سبق، هناك عدد من الأسباب التي جعلتها هيئات المحلفين وأعضاء هيئة المحلفين أهدافًا للأبحاث التي يجريها المتخصصون القانونيون وعلماء الاجتماع. في كثير من الأحيان، يتم إغفال الترابط الحادث بين التركيز على دور الأبحاث الذي يلعبه نظام العدالة الجنائية للموجه أو المنظمة/فرد (أفراد) التوجيهية المسؤولة عن تمويل الأبحاث. فعلى سبيل المثال، بالنسبة للمعطيات الخاصة بأبحاث هيئة المحلفين التي يجريها نيابةً عنها محامي المحاكمة الذي ينشد الحصول على نتائج مثمرة تصب في مصلحة موكله أو موكلته. تختلف على الأرجح عن تلك المعطيات الخاصة بالطبيب النفسي الذي يبحث في تأثير الجنس المذكور والمتغيرات الديموغرافية والشخصية على نتائج المحاكمة، والتي على الأرجح مجددًا ستختلف عن الدراسة التي يجريها الأعضاء المعنيون من السلطة القضائية بخصوص قدرة أعضاء هيئة المحلفين على فهم الحجة القانونية والأدلة الشرعية المعقدة والتعليمات التي يصدرها الممثلون القانونيون في قاعة المحكمة.
بالمثل، ستختلف المنهجية بناءً على المعطيات، ومستوى مراجعة الأقران، والخبرة وقدرة الباحثين واتجاهات منظمات التمويل. واليوم، هناك العديد من الشركات والأفراد الذين يقدمون خدمات كمستشارين في هيئة المحلفين أو إستراتيجيين في مجال المحاكمات [انظر على سبيل المثال ,  &  للحصول على الروابط الخاصة بثلاث منظمات تم اختيارها عشوائيًا لتوفير مثل هذه الخدمات]. ويستخدم مستشارو هيئة المحلفين تقنيات أبحاث الأسواق في محاولة لتعزيز فرص الموكل في تحقيق نتيجة إيجابية من خلال اكتساب فهم عن الاتجاهات الحالية والمحددة البيئة/الموقع والتي قد تؤثر على مواقف أعضاء هيئة المحلفين. فتتمثل مهمتهم في تشكيل إستراتيجية فريق المحاكمة وبالتالي تخفيف أو الاستفادة من معتقدات وخبرات المحلفين الموجودة مسبقًا من خلال كيفية تقديم الأدلة. وتستخدم تقنيات أبحاث الأسواق المنتظمة في مثل هذه المواقف (على سبيل المثال، الدراسات الاستقصائية عبر الهاتف، ومجموعات التركيز وجلسات ردود الأفعال وما إلى ذلك). ويتم اختيار المحلفين البدلاء أو الصوريين بعناية بحيث يكونون ممثلين إحصائيًا لـ «عموم السكان في منطقة معينة» ومسؤولين عن تقديم معلومات ذات صلة، وبيانات مرئية وأقوال الشهود والقضايا القانونية والجداول الزمنية وما إلى ذلك، في محاولة لانتزاع مجموعة متنوعة من الردود، وبالتالي السماح للمحامين بالاستعداد استعدادًا مناسبًا لاحتمالية حدوث أي شيء قبل أن يتسبب هذا الشيء في إحداث إشكالية على قضيتهم. كذلك، يستخدم مستشارو هيئة المحلفين تقنيات ما قبل المحاكمة مثل مجموعات التركيز عند إعداد مفاوضات التسوية. وفي كثير من الأحيان، تتيح مقابلات هيئة المحلفين بعد المحاكمة إمكانية الوصول إلى فهم أفضل للأخطاء أو الحجج الجيدة الواردة في المحاكمة، ويمكن أن تستخدم هذه المعرفة في المحاكمات أو الاستئنافات المستقبلية. وفي سياق متصل، تستخدم الابتكارات الحديثة في هذا النوع من الأبحاث الموارد الإلكترونية؛ حيث يمكن للمحامين «طرح طلباتهم لأعضاء هيئة المحلفين عبر الإنترنت». يمكنك العثور على مزيد من المعلومات الخاصة بهذه الموارد من خلال اتباع هذا الرابط . كذلك، على هذه الصفحات، هناك مستندات تحدد بإيجاز الفوائد المتوقعة لهذا النوع من الأبحاث إلى جانب القضايا التي لا تزال مواضيع مطروحة على مائدة النقاش.
يعد نظام الاستشارة داخل هيئة المحلفين من دون شك مجالًا متناميًا؛ حيث يستخدم التقنيات الحديثة بطريقة مبتكرة. ومع ذلك، يشكل هذا النوع من الدراسة نسبة صغيرة نسبيًا من أبحاث هيئة المحلفين، مع توفر حالة التوازن التي يحرص على إرسائها بشكل عام علماء النفس والباحثون في علم الجريمة وغيرهم من علماء الاجتماع المعنيون. وكما هو موضح أعلاه في المناقشات الخاصة بوجهات النظر الشخصية التي يتبناها أعضاء هيئة المحلفين، يعد التفاعل الناشئ بين أحد المحلفين وغيره من المحلفين، وبيئة قاعة المحكمة، وما إلى ذلك أمرًا معقدًا بشكل استثنائي وغير عادي من حيث إن سلوكيات وتوقعات المحلفين أثناء أداء مهمة هيئة المحلفين تختلف عن التجارب اليومية. وعلى هذا النحو، فإن أي بحث يركز على العمليات الفردية والجماعية للمحلفين في محاولة للحصول على فهم أفضل حول كيفية اتخاذهم لقراراتهم وما هي العوامل التي تؤثر على اتخاذ مثل هذه القرارات يجب أن يكون قائمًا على أسس نظرية وعملية قوية. وفي إطار ذلك، تطورت الأدوات التي يستخدمها علماء الاجتماع على مدار العقود الأخيرة؛ مما يتيح إمكانية النظر في العديد من المتغيرات عند دراسة ظاهرة أو ظواهر معينة. كذلك، يُجرى تعزيز ذلك من خلال التطور المستمر لبرامج الكمبيوتر التي يمكنها إجراء تحليلات معقدة متعددة المتغيرات ومتعددة المستويات للبيانات والنماذج بسرعة وبسهولة نسبية وبدقة. ومع ذلك، يجب الأخذ في الاعتبار العيوب المتأصلة في الأبحاث الاجتماعية، المحددة والخاضعة للإشراف، وذلك أمرٌ ذو صلة على نحو خاص بأبحاث هيئة المحلفين.
هناك طريقتان يمكن من خلالهما على نحو فعال إجراء أبحاث هيئة المحلفين، تلك الأبحاث التي تتضمن استخدام «محلفين حقيقيين» أو «محلفين صوريين». ولكل من هذه الطرق جوانبها السلبية الخاصة بها، فتوفر كل منها «وجهة نظر» مختلفة حول تجربة المحلف. لقد أصبح استخدام المحلفين الصوريين أمرًا ضروريًا بطبيعته، حيث إنه في معظم البلاد توجد قيود تشريعية مفروضة على المناقشات التي يجريها المحلفون في عمليات المداولات التي يجرونها و/أو خبرتهم الموجهة في هيئة المحلفين. وبالتالي، يعد الوصول إلى «المحلفين الحقيقيين» أمرًا صعب الحدوث؛ حيث يحظر الوصول إلى المحلفين ومراقبتهم أثناء قيامهم بمهامهم ويرجع ذلك إلى أسباب متنوعة، يتمثل أبرزها في عدم الرغبة في السماح بممارسة أي إجبار على المحلفين أثناء قيامهم بمهامهم، ويمكن أن يتسبب ذلك في ظهور نتيجة غير دقيقة في القضية محل الدراسة وإمكانيات حدوث المزيد من الطعون القانونية. وعلى هذا النحو، يتم الوصول إلى المحلفين، إذا سُمح بذلك، بشكل عام بعد أن يتم فصلهم، الأمر الذي يتسبب في إثارة المصاعب التي تتعلق بمسائل مثل تشويه الذاكرة، والإجهاد الزائد أو غيرها من العوامل التي كانت تمثل قدرًا كبيرًا من الأهمية بالنسبة للمحلفين أثناء عملهم بهيئة المحلفين، وعدم القدرة على معرفة تأثير العوامل الديموغرافية على مداولاتهم وما إلى ذلك. وهذه هي كافة العوامل والمتغيرات التي بسببها يصعب استخلاص البيانات، غير أنه في الوقت ذاته يمكن ضبط درجة تأثيرها عند تحليل البيانات إذا كان النموذج سليمًا من الناحية النظرية.
لا توفر الأبحاث التي يجريها المحلفون الصوريون أي مجال لإجراء بحث حول "شمولية" تجربة المحلف. ولا يمكن اعتبار المحلفين الصوريين "في خضم التجربة"، فلا يفرض عليهم حقيقة أن مستقبل الشخص الجالس أمامهم سيتحدد من خلالهم من بعض الجوانب ويعتمد على قدرتهم على التركيز واهتمامهم بأدق التفاصيل وقدرتهم على التفاوض مع المحلفين الآخرين وغيرها الكثير والكثير. وعلى الجانب الآخر تُفرض تلك العوامل على «المحلفين الحقيقيين»، وعلى هذا النحو توفر الأبحاث التي يجريها المحلفون الصوريون محاكاة لتجربة المحلف. من الجيد معرفة أي مستشاري هيئة المحلفين الذي يسعى لدراسة المواقف والمعتقدات العامة للمجتمع، ولكن عند البحث في الفروق الدقيقة للعمليات المشاركة في مداولة إحدى القضايا التي تنظرها المحكمة، لن ترقى الأبحاث التي يجريها المحلفون الصوريون إلى درجة التسليم بصحتها. ومع ذلك، مجددًا، توفر الأبحاث التي يجريها المحلفون الصوريون مجموعة كبيرة من الملاحقات الاستقصائية و"منذ سبعينيات القرن العشرين وكنتيجة لمناقشة مستفيضة حول القضايا المرتبطة بالأبحاث الصورية، فقد جرى الاتجاه نحو جعل تصميم ومعلمات المنهجية لأبحاث هيئة المحلفين الصورية أكثر قوة.

## كتابات أخرى
- Erlanger، Howard S. (1970). "Jury Research in America: Its Past and Future". Law &amp; Society Review. ج. 4 ع. 3: 345–370. DOI:10.2307/3053091. JSTOR:3053091.

## وصلات خارجية
- Jury Research articles from AP-LS
- American Society of Trial Consultants